# Nationalpark Jasmund
Nationalpark Jasmund är en nationalpark på Rügen i Tyskland. Den upprättades den 12 september 1990. Den täcker en yta av 3 000 hektar och är därmed Tysklands minsta nationalpark. Nationalparken består av en högplatå som är täckt av en bokskog som heter Stubnitz, en klippig kustlinje av kalksten samt en 500 meter bred remsa av Östersjön. I nationalparken ligger även Rügens högsta punkt, Piekberg, 131 meter över havet.

## Kritklippor
Kritklipporna eroderas ständigt. Med varje storm faller delar av klipporna, inklusive stenar och fossiler av svampar, ostron och sjöborrar.
Den mest imponerande delen av klipporna är Königsstuhl (Kungens stol) som är 118 meter hög. En del av de mest natursköna och mest kända av kritklipporna, Wissower Klinken, kollapsade i Östersjön den 24 februari 2005 i ett jordskred orsakat av tö under våren.
Wissower-klinken är den tredje 3D-modellen som presenteras som en del av Deutsche Geologische Gesellschaft – Geologische Vereinigung (DGGV):s 30 Geotope³-initiativ.
I bokskogslandskapet Stubnitz, bakom klipporna, finns det många vattenfyllda dälder och hålor, varav de flesta uppstod under istiden.
Brytning av kalksten har länge varit en viktig ekonomisk aktivitet i området. 1926 utsågs en del av kustlinjen till naturskyddsområde för att värna den unika naturen. 1990 höjdes regionens status till nationalpark.
I kalkstenen har många fossil bevarats av bland annat sjöborrar, svampdjur och ostron. Bredvid bok finns i nationalparken klibbal (vid mindre träsk) samt vildpäron (Pyrus pyraster), vildäpple (Malus sylvestris), idegran och olika orkidéer. I nationalparken lever 1000 olika arter av skalbaggar och flera sällsynta fåglar som kungsfiskare. Pilgrimsfalk och havsörn finns i parken bara i undantagsfall på grund av det höga antalet turister.

## Galleri

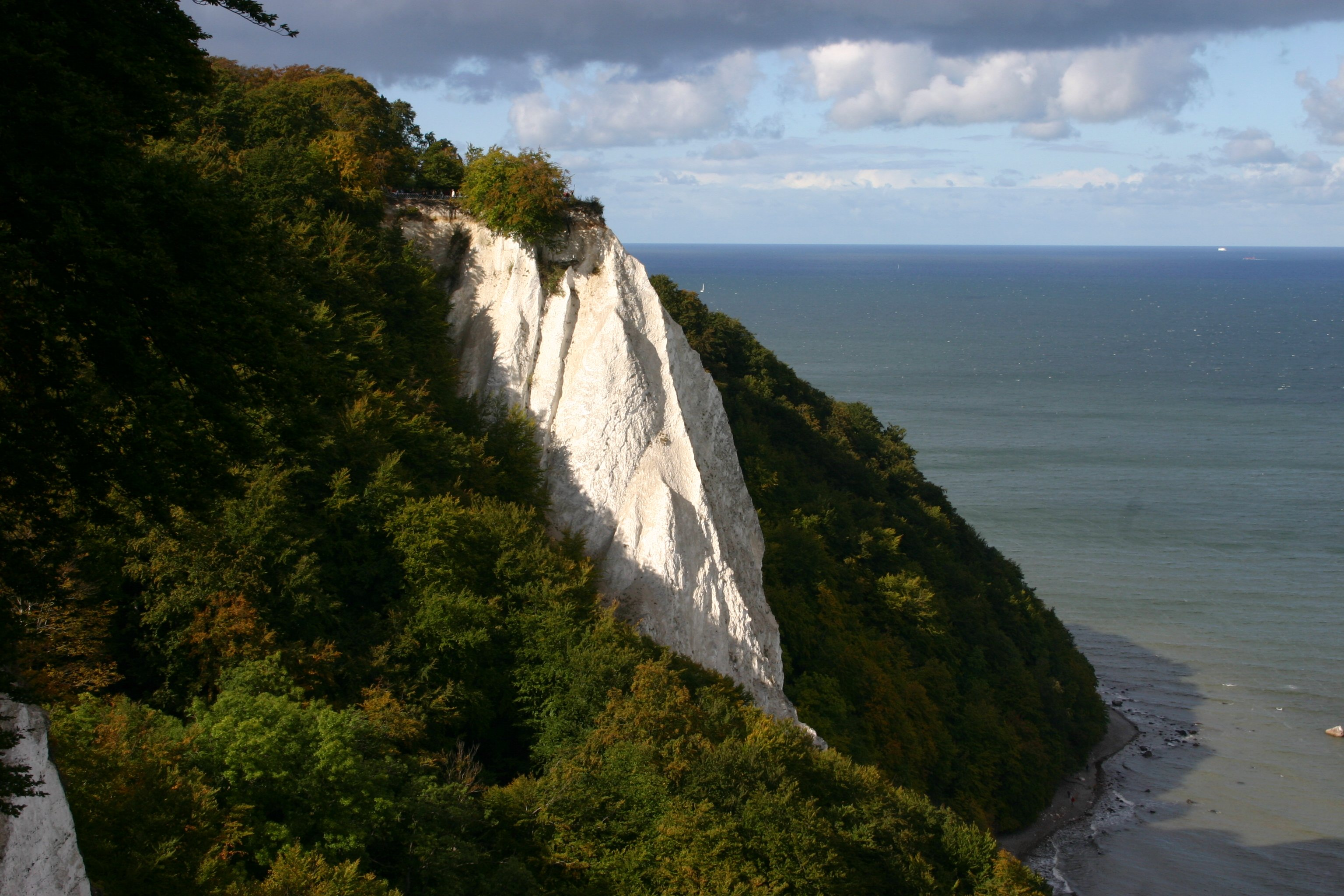
Klippan Königsstuhl
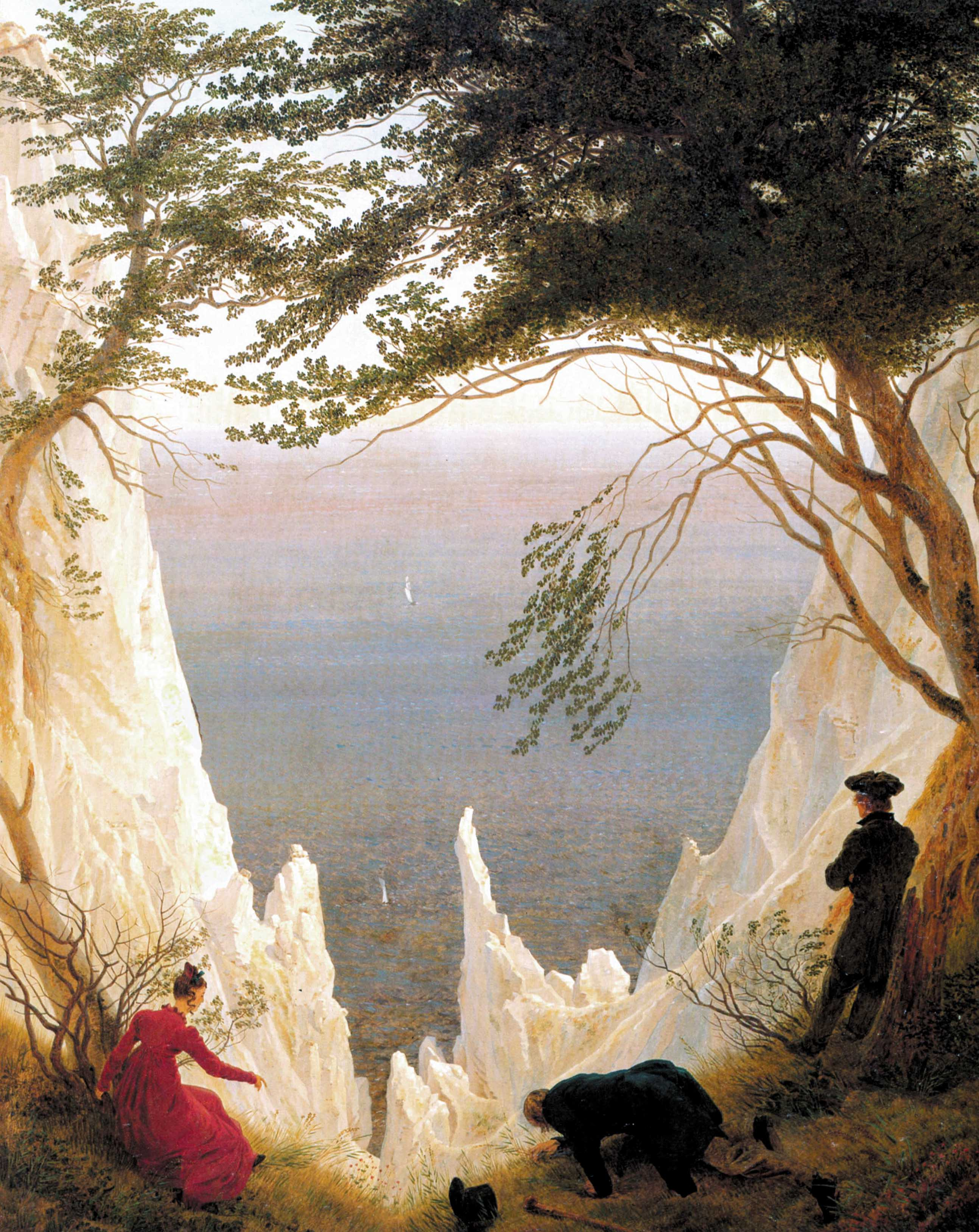
Målningen Kritklippor på Rügen (1818) av Caspar David Friedrich
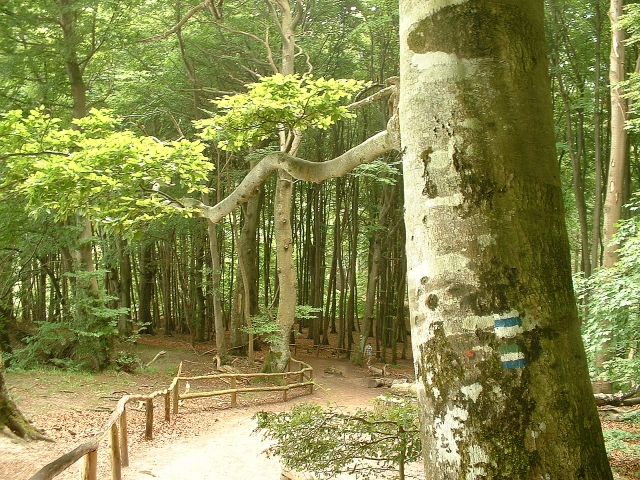
Väg i bokskogen.